# Villafranca de Ebro
Villafranca de Ebro (aragónul Villafranca d'Ebro) község Spanyolországban,  Zaragoza tartományban. Villafranca de Ebro Alfajarín, Farlete, Monegrillo, Pina de Ebro, Osera de Ebro, Fuentes de Ebro, El Burgo de Ebro és Nuez de Ebro községekkel határos. Lakosainak száma 835 fő (2024).

## Népesség
A település népessége az utóbbi években az alábbiak szerint változott:
| Lakosok száma | 690  | 684  | 735  | 777  | 834  | 820  | 821  | 833  | 848  | 835  |
|               | 2001 | 2004 | 2007 | 2009 | 2012 | 2014 | 2017 | 2019 | 2022 | 2024 |